# 微小管形成中心
微小管形成中心（びしょうかんけいせいちゅうしん、英: microtubule organizing center、略称: MTOC）は、真核生物の細胞にみられる、微小管構造の起点となる構造体である。MTOCには、真核生物の鞭毛や繊毛（線毛）の組み立て、そして有糸分裂や減数分裂の際に染色体を分離する紡錘体の組み立て、という2つの主要な機能が存在する。MTOCは微小管核形成の主要部位であり、γ-チューブリンの免疫組織化学的検出によって可視化することができる。MTOCの形態的特徴は、門や界によって異なる。動物界では、鞭毛や繊毛と関係した基底小体、紡錘体形成と関係した中心体の2つがMTOCとして最も重要である。

## 構成

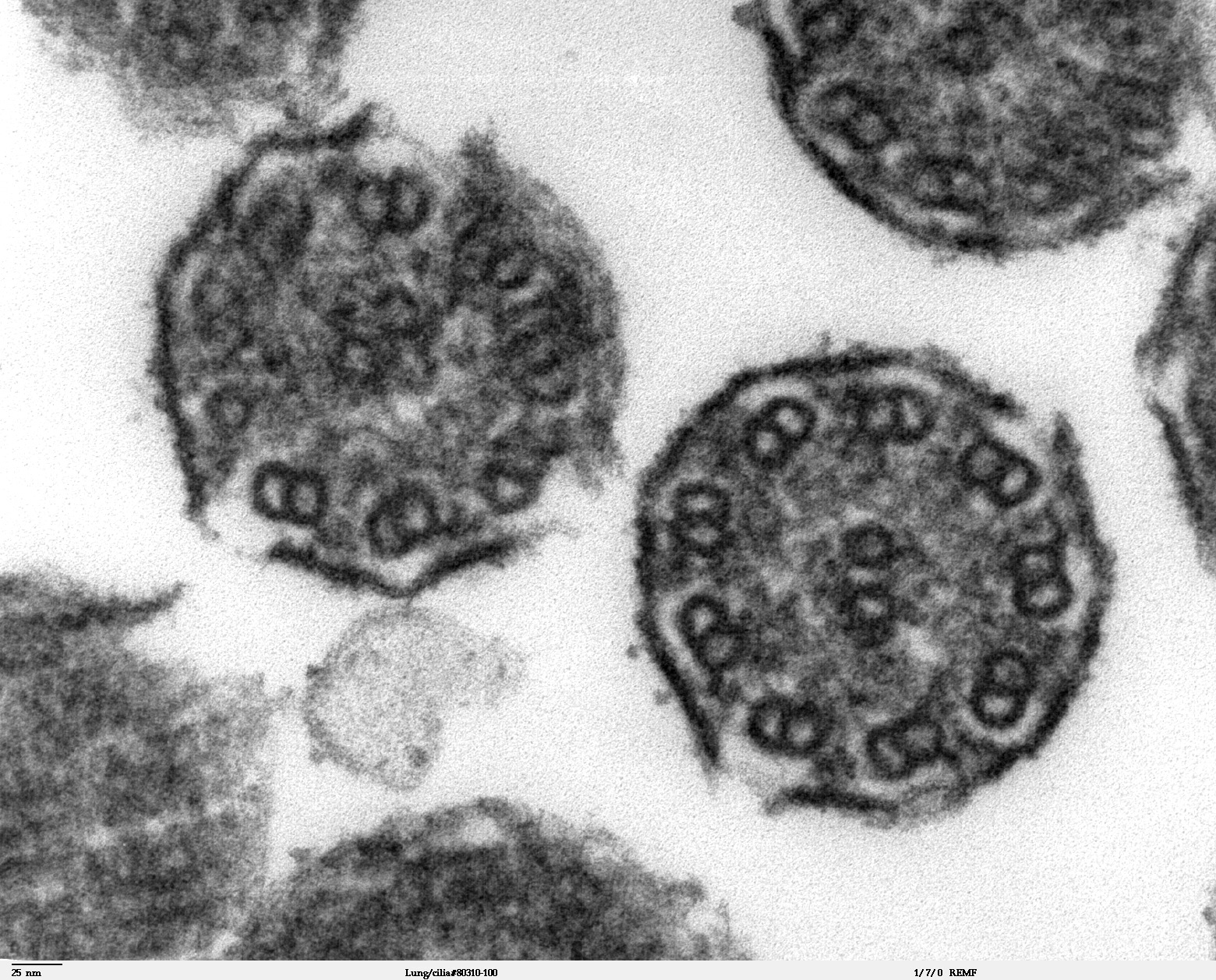
細気管支線毛の9+2型軸糸にみられる微小管列

MTOCは微小管形成が開始される部位として機能するとともに、微小管の遊離末端が誘引される部位としても機能する。細胞内では、MTOCは多くの形態をとりうる。一例として、微小管はピンホイール型構造へと自己組織化されて基底小体を形成し、細胞質もしくは9+2型の軸糸において微小管列を形成する。その他、菌類のスピンドル極体や真核生物の染色体のキネトコアのように平たい層状構造を形成する場合もあり、細胞質全体を自由に拡散している場合や、fociとして中心部に局在している場合もある。最も特筆すべき形態は、間期の中心体、そして分裂期の紡錘体極である。
中心小体は細胞内のMTOCのマーカーとして機能する。中心小体は、単一のMTOCとして機能する中心体内に局在している場合も、細胞質に遊離して存在し複数のMTOCとして機能する場合もありうる。

## 間期のMTOC
大部分の動物細胞では、間期には1つのMTOCが存在している。通常は核の近傍に位置し、ゴルジ体と密接に結合しているのが一般的である。MTOCの中心部は一対の中心小体から構成され、微小管核形成に重要な中心体周辺物質（PCM）に囲まれている。微小管のマイナス端はMTOCに固定され、プラス端は細胞の周縁部へ成長を続ける。微小管の極性は細胞輸送に重要であり、一般的にキネシンとダイニンはそれぞれ微小管上をプラス方向、マイナス方向に選択的輸送を行うことで、小胞体やゴルジ体からの、もしくはこれらへの小胞輸送を可能にしている。特にゴルジ体に関しては、ゴルジ体に結合した構造体が微小管のマイナス端へ移動することでゴルジ体の全体構造と細胞内での位置が維持されている。

## 中心体
微小管の運動は、中心体の作用を基盤としている。有糸分裂終結後の娘細胞には、それぞれMTOCが1つずつ存在する。細胞分裂の開始前、間期のMTOCは複製されて2つのMTOCが形成される（中心体と呼ばれるのが一般的である）。細胞分裂時には、これらの中心体は細胞の両極に移動し、微小管核形成によって紡錘体の形成を補助する。MTOCの複製が起こらなかった場合、紡錘体は形成されず、有糸分裂は不完全な状態で早期に終結する。
γ-チューブリンは中心体に位置するタンパク質であり、微小管のマイナス端においてチューブリン単量体と相互作用することで微小管核形成を行う。MTOC（この場合は中心体）の微小管の構成は、γ-チューブリンが決定する微小管の極性によって決定される。

## 基底小体
上皮細胞では、MTOCは微小管を固定して組織化することで、繊毛を形成する。中心体の場合と同様、こうしたMTOCは微小管を安定化してその方向性を決定する。この場合、小胞の輸送方向というよりは、繊毛自身の一方向的な運動を可能にしている。

## スピンドル極体
酵母や一部の藻類では、MTOCはスピンドル極体（紡錘極体、SPB）として核膜に埋め込まれている。酵母や菌類のMTOCには中心体は存在しない。これらの生物では有糸分裂時に核膜の解体は起こらず、SPBが細胞質と核内の微小管を連結する役割を果たす。円盤型のSPBは、central plaque、inner plaque、outer plaqueという3層から構成される。Central plaqueは膜に埋め込まれており、inner plaqueはアモルファスな核内層を構成し、そしてouter plaqueは細胞質に位置している。

## 植物
植物細胞は鞭毛を有する雄の配偶子を除いて中心小体やSPBを欠いており、球果植物や被子植物では完全に欠損している。その代わり、核膜自体が微小管核形成や有糸分裂時の紡錘体形成のための主要なMTOCとして機能しているようである。

## シグナル伝達
MTOCはシグナル伝達時、特に創傷治癒や免疫応答時に自身の位置を変化させる。マクロファージ、線維芽細胞、内皮細胞などでは、MTOCは細胞の末端と核の間の位置に再局在する。このMTOCの再局在が迅速に生じるよう、ゴルジ体のようなオルガネラが補助している。シグナル伝達によって、微小管の成長や縮小のほか、中心体の可動化が引き起こされる。MTOCは核周縁部に位置して微小管のマイナス端を含んでいるが、プラス端は細胞の末端へ向かって急速に成長する。そして微小管の成長を崩壊のダイナミクスによって、MTOCの再配置が引き起こされる。ゴルジ体はMTOCとともに再配置され、ともに細胞に極性化シグナルを送らせているようである。
免疫応答においては、T細胞、NK細胞などの免疫細胞は、抗原がロードされた抗原提示細胞に応答して相互作用すると、標的細胞との接触域近傍へMTOCを再配置させる。T細胞の場合、T細胞受容体シグナル応答は微小管の縮小によってMTOCの再配置を引き起こし、MTOCをT細胞受容体の相互作用部位近傍へ引き寄せる。